# Agustín Ojeda (calciatore 2004)
Axel Agustín Ojeda (Rosario, 19 giugno 2004) è un calciatore argentino, attaccante del New York City.

## Carriera
Ha giocato nel settore giovanile del Racing Club dove ha debuttato il 14 marzo 2022 nell'incontro di Copa de la Liga Profesional vinto 4-0 contro l'Atl. Tucumán. Ha segnato il suo primo gol il 25 luglio 2023 in Primera División contro il Central Córdoba (SdE).
Il 2 febbraio 2024 è stato acquistato a titolo definitivo dal New York City.

## Statistiche

### Presenze e reti nei club
Statistiche aggiornate al 3 febbraio 2024.
| Stagione        | Squadra         | Campionato      | Campionato | Campionato | Coppe nazionali | Coppe nazionali | Coppe nazionali | Coppe continentali | Coppe continentali | Coppe continentali | Altre coppe | Altre coppe | Altre coppe | Totale | Totale | Totale |
| Stagione        | Squadra         | Comp            | Pres       | Reti       | Comp            | Pres            | Reti            | Comp               | Pres               | Reti               | Comp        | Pres        | Reti        | Pres   | Reti   |        |
| --------------- | --------------- | --------------- | ---------- | ---------- | --------------- | --------------- | --------------- | ------------------ | ------------------ | ------------------ | ----------- | ----------- | ----------- | ------ | ------ | ------ |
| 2022            | Racing Club     | PD              | 0          | 0          | CA+CdL          | 0+1             | 0               |                    | -                  | -                  |             | -           | -           | 1      | 0      |        |
| 2023            | Racing Club     | PD              | 5          | 1          | CA+CdL          | 2+11            | 0+1             | CL                 | 5                  | 1                  |             | -           | -           | 23     | 3      |        |
| Totale carriera | Totale carriera | Totale carriera | 5          | 1          |                 | 14              | 1               |                    | 5                  | 1                  |             | -           | -           | 24     | 3      |        |